# KZ4A
Электровоз KZ4A — магистральный пассажирский электровоз переменного тока, разработанный компанией Siemens Mobility и созданный в Чжучжоуском локомотивостроительном заводе и Казахстанского завода. Проект создания электровоза KZ4A в АО «НК „Қазақстан темір жолы“» в 2001—2002 годах подразумевал высвобождение электровозов ВЛ80C из пассажирского движения. А также целью проекта являлось достижение в пассажирском движении скорости, близкой к 160 км/ч, поскольку на тот момент единственным локомотивом на Казахстанских железных дорогах, способным развить данную скорость, был тепловоз ТЭП70.

## История
В 2001 году АО «НК „Казахстанские железные дороги“» объявила тендер на приобретение пассажирских электровозов класса SBB. Тендер выиграл электровозостроительный завод из КНР Чжучжоуский локомотивостроительный завод «CSR Zhuzhou Electric Locomotive Ltd». 5 ноября в Чжучжоу между сторонами был подписан договор о производстве трёх электровозов, общей стоимостью 9 миллионов 378 тысяч долларов США.
Локомотив схож, в целом, с серией DJ: DJ, DJ1, DJ2 «Olympic Star» и DJJ2 «China Star», и другими электроподвижными составами переменного тока AC; каждая тележка оснащена инверторами GTO VVVF типа TEP28WG04, который работает только с системой контроля Zhuzhou The TEC02 computer control system.
Первый локомотив был выпущен с конвейера 12 марта 2004 года, и, к концу марта, вместе с двумя другими локомотивами, прибыли в Казахстан. 18 июля испытания были завершены, 22 июля началась эксплуатация электровозов.
Летом 2006 из Чжучжоу в Казахстан были доставлены ещё два новых локомотива той же серии, с номерами 0004 и 0005. Эти локомотивы отличаются от первых электровозов серии — на них были проведены работы по наладке рабочего режима компрессора, а также изменена система его контроля. Кроме того, внешний вид также претерпел изменения, особенно зеркала заднего и фронтального вида.
Электровозы стали использоваться в тяге испанских высокоскоростных поездов Talgo 200 между городами Астана и Алматы.
Поскольку магистральный пассажирский электровоз KZ4A стал первым удачным и прорывным проектом по поставке нового, а не модернизированного тягового подвижного состава на Казахстанских железных дорогах, данный локомотив присутствовал во многих рекламных кампаниях, видеороликах, плакатах АО «НК „КТЖ“». Позже, по мере развития отрасли, на баннерах, плакатах электровоз стал вытеснять казахстанско-американский тепловоз ТЭ33А.
22 октября 2008 года Zhuzhou Electric Locomotive получила от Казахстана заказ на производство данной серии локомотивов на общую сумму почти 100 миллионов долларов США.
В январе 2011 года поступили 22 электровоза KZ4AC, которые получили оригинальное оборудование производства Siemens.
С 2013 года начали поступать электровозы KZ4AT, имеющие максимальную скорость 200 км/ч, и способные эксплуатироваться по системе многих единиц. Модель была сконструирована с учетом максимальной унификации с грузовым электровозом KZ8A.

## Модификации

### KZ4AC
Модель выпускалась в 2010 году, имеет поосную систему управления ТЭД производства Siemens
В январе 2011 года поступили 22 электровоза с индексом «С» по аналогии с электровозом ВЛ80С. Он отличается от предыдущих локомотивов, тем что в нём введена поосная система управления ТЭД. ТЭД и преобразовательное оборудование установлено оригинального производства Siemens.
Литера «С» выбрана по аналогии с электровозом ВЛ80С, но обозначает наличие в системе поосного управления тяговыми двигателями, что исключает «буксование» даже на подъёмах и существенно распределяет нагрузку между тяговыми двигателями, что приводит к существенной экономии электроэнергии на тягу поездов. В новых электровозах компьютерная система управления SIBAS от компании Siemens имеет последнюю версию. Sibas имеет модуль балансировки заданных параметром силы тяги и скорости. Удерживает параметры силы тяги и скорости как «круиз-контроль». Тифон и гудок в новых электровозах установлены на крыше. И связи с чем старые и новые электровозы отличаются внешне — у старых тифон расположен между фарами и спрятан за решеткой. Вес новых электровозов 84 тонны. В этих электровозах отсутствует силовое, преобразовательное оборудование производства КНР, только оборудование Siemens Германия. Единственным китайскими элементами являются механическая часть, корпус.
Испытания электромагнитной совместимости с инфраструктурой ж. д. свидетельствуют о допустимых электромагнитных «излучений» и отсутствии помех.
Силовое преобразовательное оборудование электровоза идентично узбекистанскому электровозу серии «O’Z-Y».

### KZ4AT
Модель выпускается с 2013 года. Машина разработана компанией Alstom для унификации с грузовым электровозом KZ8A.
В 2013—2015 и 2021—2022 годах поступили 43 электровоза с индексом «Т». Максимальная скорость электровоза — 200 км/ч, может эксплуатироваться по системе многих единиц, сконструирован с учетом максимальной унификации с грузовым электровозом KZ8A.

## Эксплуатация

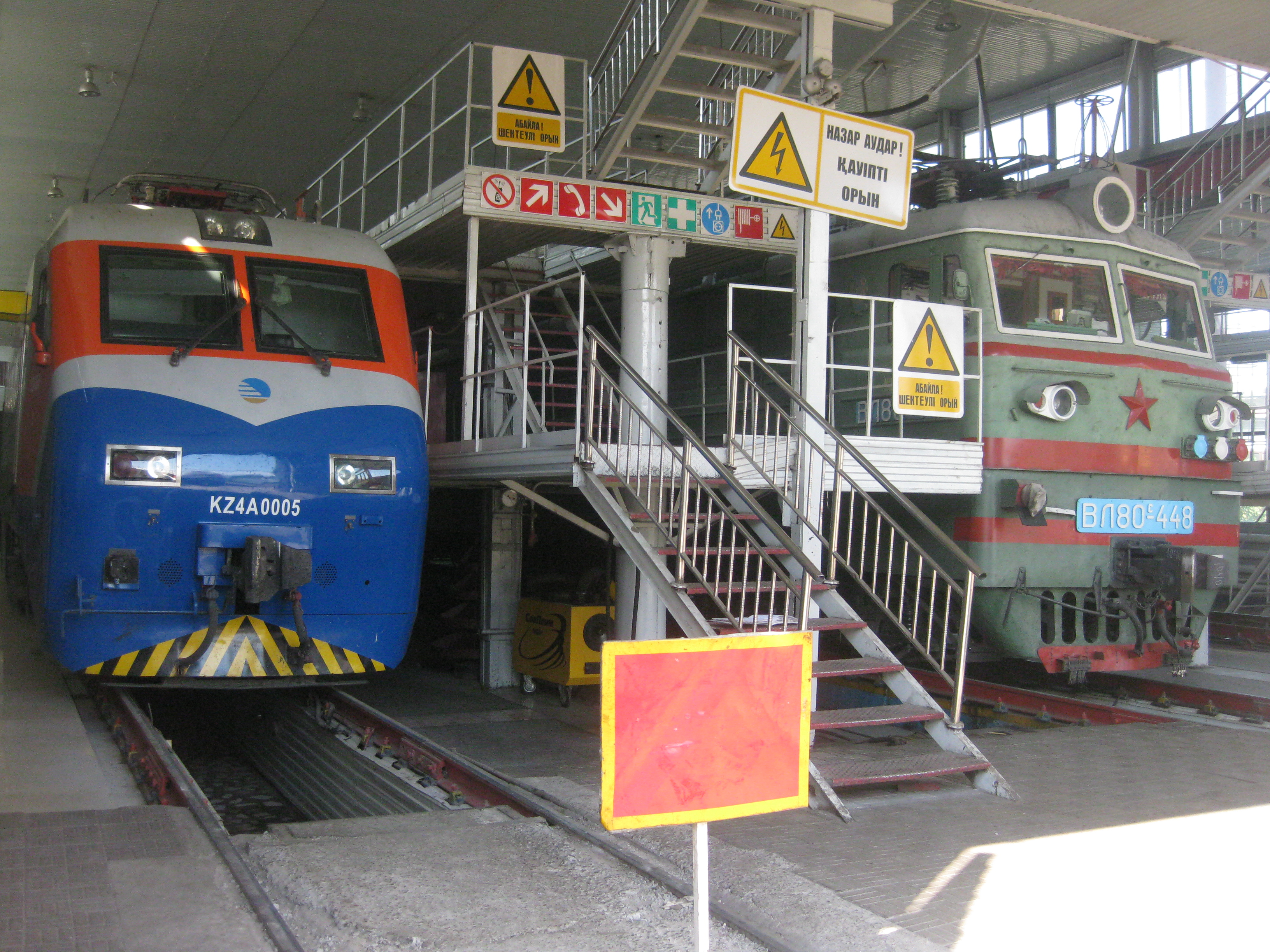
ТЧЭ-28, станция Алматы-1, плановый осмотр 2010 год

Общее количество составляет 70 электровозов. Эксплуатируются на различных отделениях дороги, помимо направления Астана — Алматы
Электровозы KZ4A с серийными номерами 0001, 0002, 0003 приняты в эксплуатацию в 2004 году, электровозы KZ4A с серийными номерами 0004, 0005 приняты в 2006 году, электровозы KZ4A с серийными номерами 0006 — 0027 поступили в 2011 году и имеют аббревиатуру KZ4AC. С 2013 года начали поступать электровозы KZ4AT. В 2013—2015 и 2021—2022 годах поступили 43 таких электровоза.
KZ4AC с серийными номерами от 0007-0027 постоянно задействованы в тяге поездов Астана — Алматы № 01/02 (Тальго), № 09/10, Павлодар — Алматы-1 № 045/046, Петропавловск — Алматы № 051/052 и № 151/152 (Тальго), Костанай — Алматы 043/044, Екатеринбург — Алматы-2 № 301Ц/302Ц и др. Электровозы KZ4A с серийными номерами 0001-0006 также задействованы в тяге вышеперечисленных поездов, но в роли запасного локомотива, при неисправности основного электровоза.

## Технические параметры

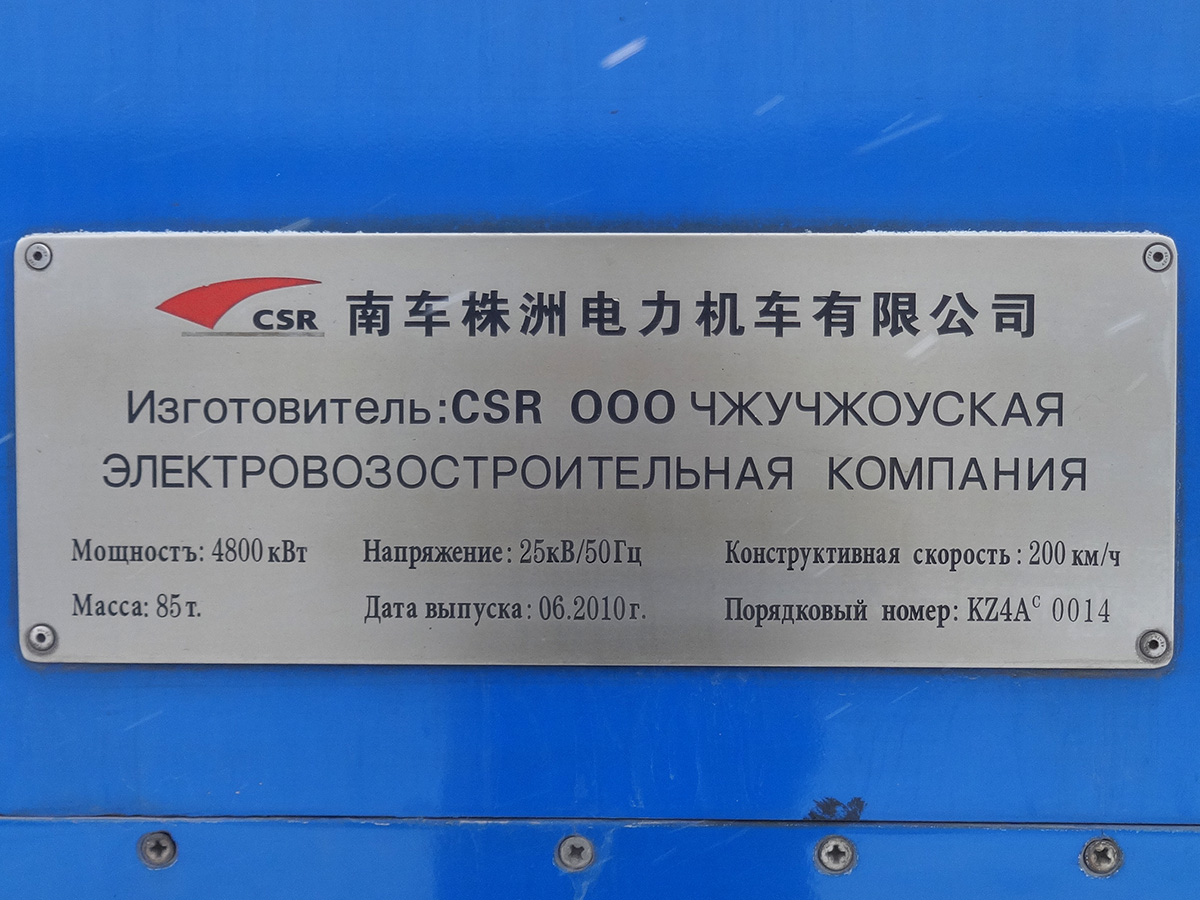
Табличка основных характеристик на машине KZ4AC-0014

- Табличка основных характеристик на машине KZ4AC-0014Передаточное число µ=3,91 (тяговый редуктор 90/23)
- Расчетная сила тяга = 206 000 Н
- Сила при трогании с места = 264 000 Н
- Расчетная масса = 82 т
- Нагрузка на ось = 20,5 т/ось
- Число тормозных осей = 4
- Сила нажатия колодок на ось = 21,5 тс
- Класс изоляции:
  - для якоря 0С = 120
  - для полюсов 0С = 130

Тяговые и тормозные усилия передаются от тележек к кузову через наклонные тяги. Тяговые электродвигатели JD-116B имеют опорно-осевое подвешивание. Зубчатая передача от тягового двигателя к колёсным парам односторонняя, прямозубая. Отличительная особенность: тяговый двигатель передаёт крутящий момент на зубчатое колесо. Само колесо закреплено на полой балке с одного конца, а с другой стороны полая балка закреплена с валом, который передает усилия на колёсную пару. Данная схема по расчетам китайских инженеров позволит равномерно распределять усилия и лучше гасить при скручивании при резком торможении.

## Конструкция

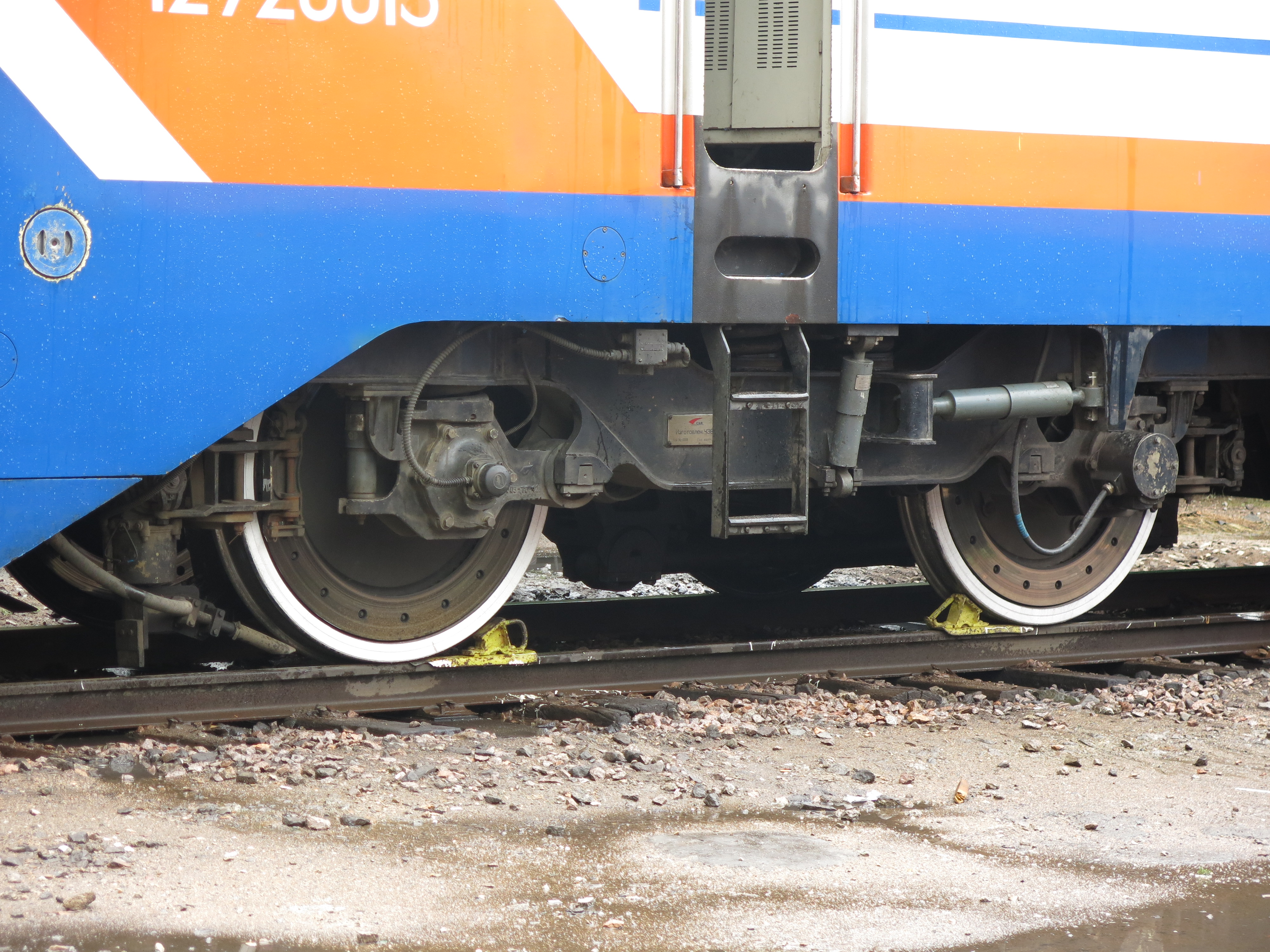
Тележка KZ4AC

На тележках установлены тормозные клещевые механизмы разработки Siemens AG, в себя[что?] включает клещи для зажатия тормозного диска на колесе, небольшой индивидуальный тормозной цилиндр на каждой оси. В нём отсутствует рычажная передача и другие механические элементы, в результате чего за 10 лет зарекомендовали себя как надежный механизм реализации тормозного усилия.
Пневматическую систему питают два винтовых компрессора Knorr-Bremse. На электровозе установлен асимметричный токоприемник марки DSA-250 разработанный и созданный компанией Stemmann-Technik GmbH, имеющие широкое применение в электровозах компаний Alstom Transport, Siemens Mobility, Bombardier Transportation.

## Галерея

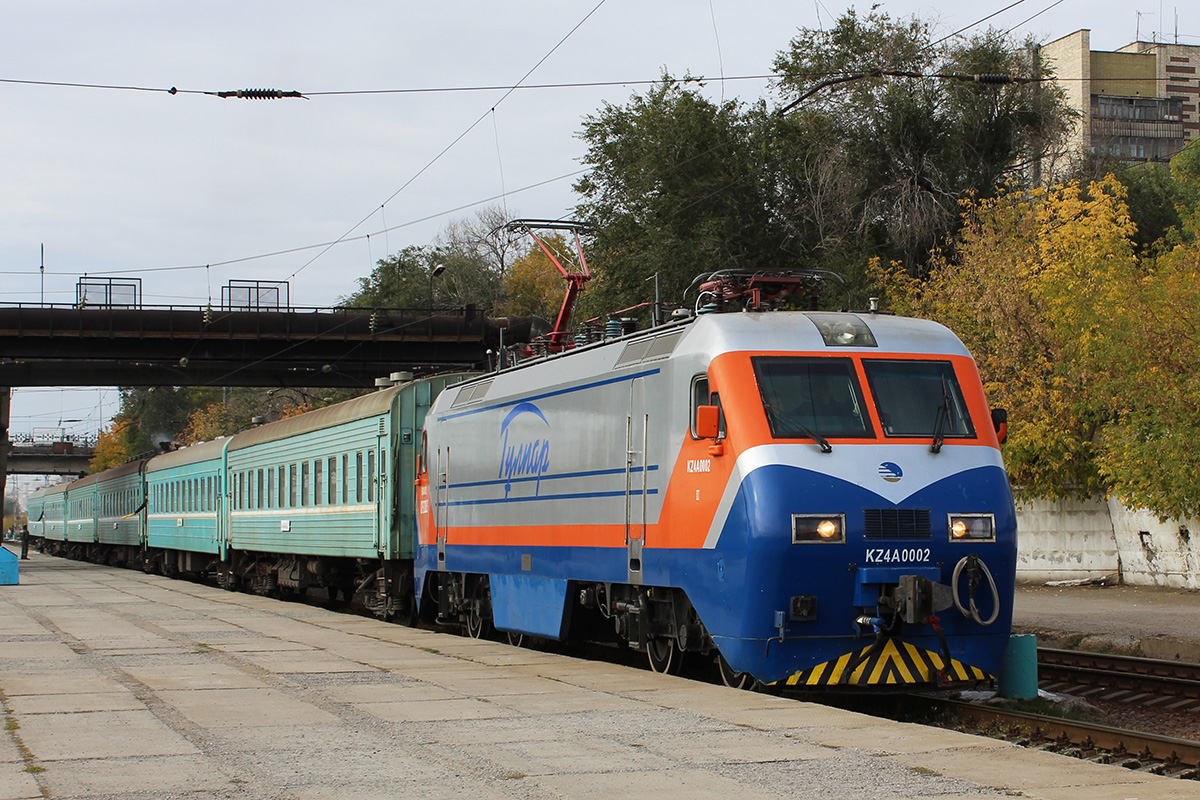
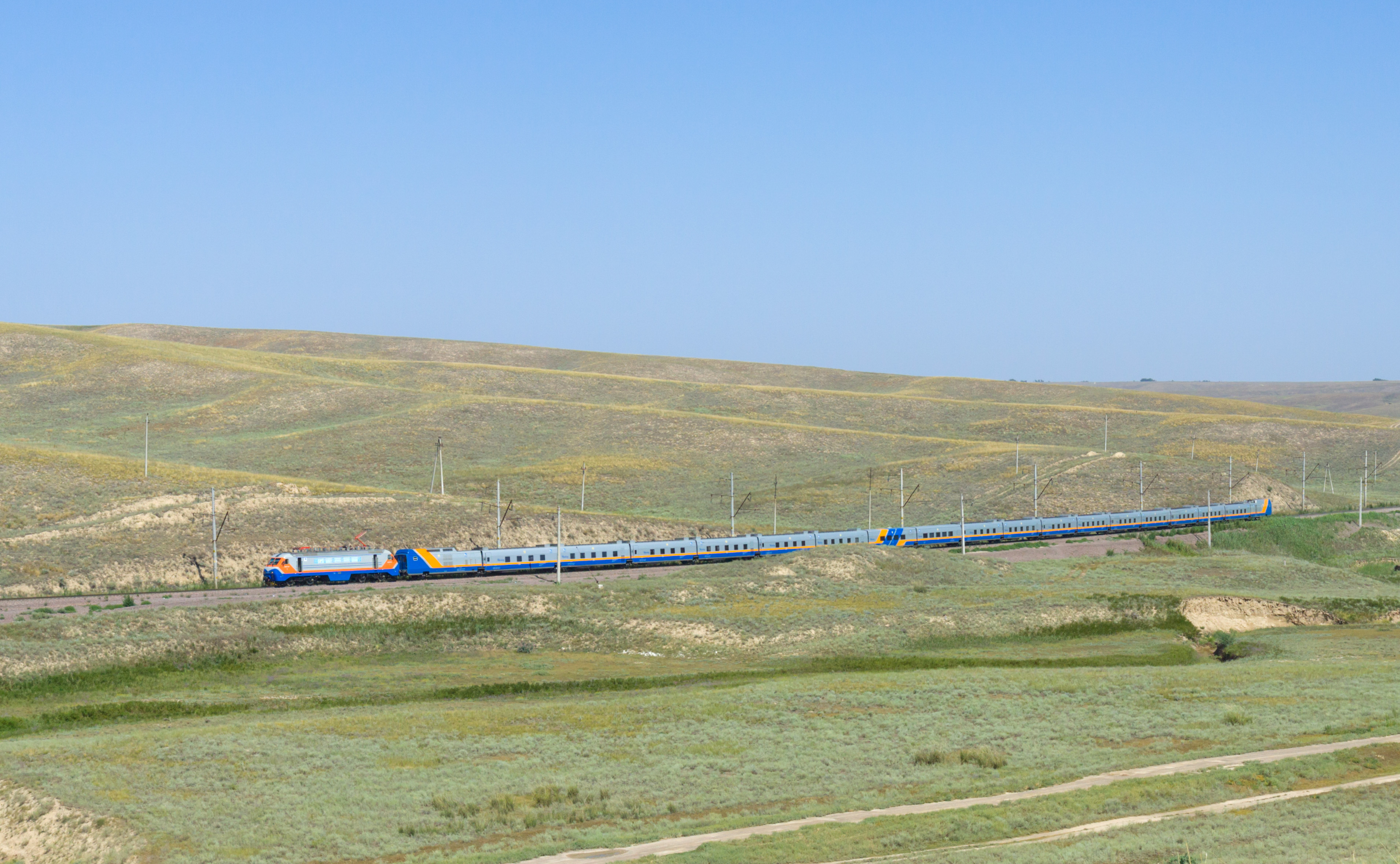
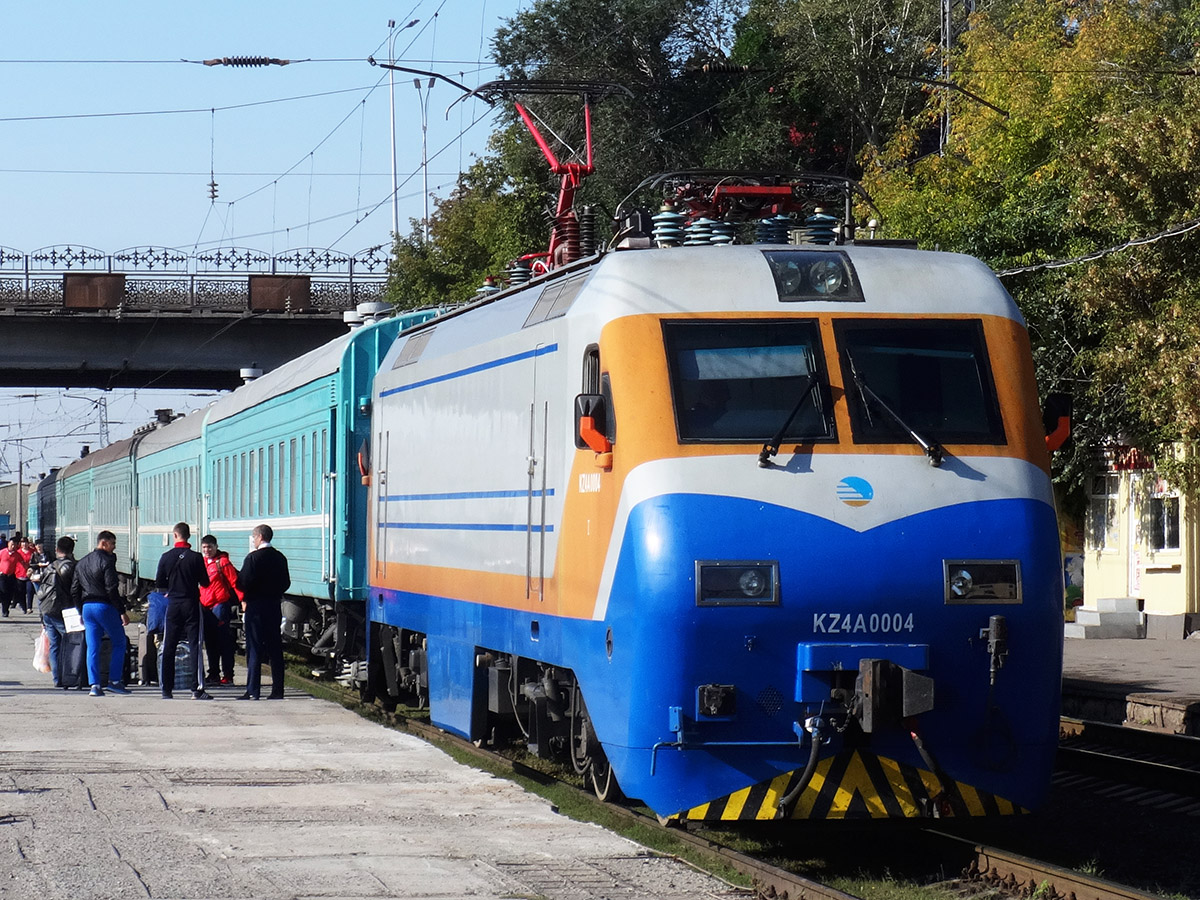
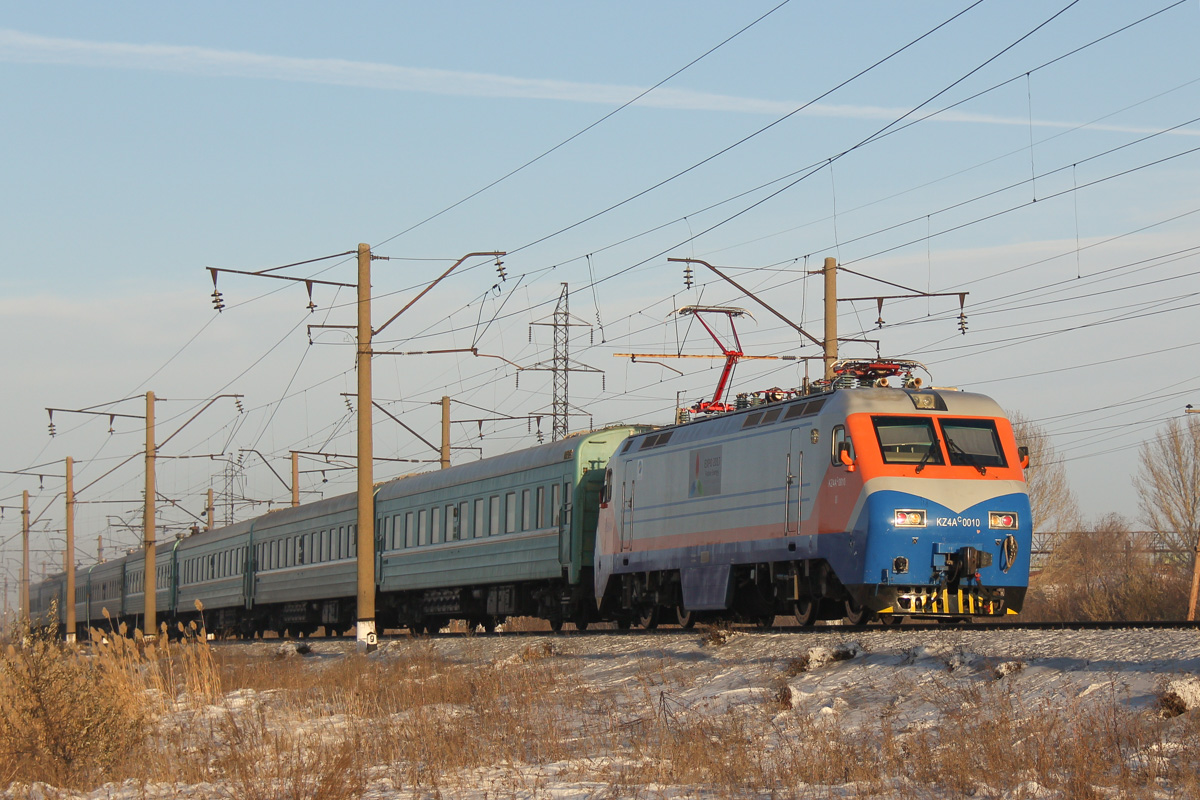
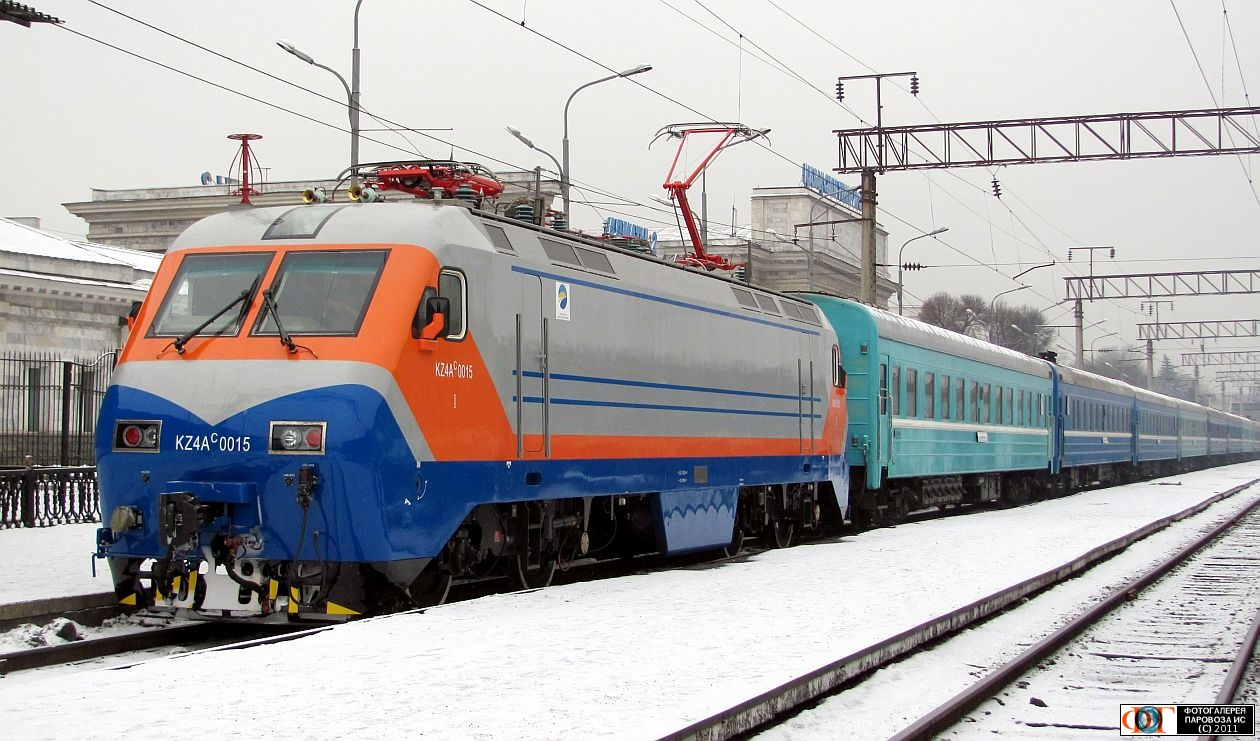
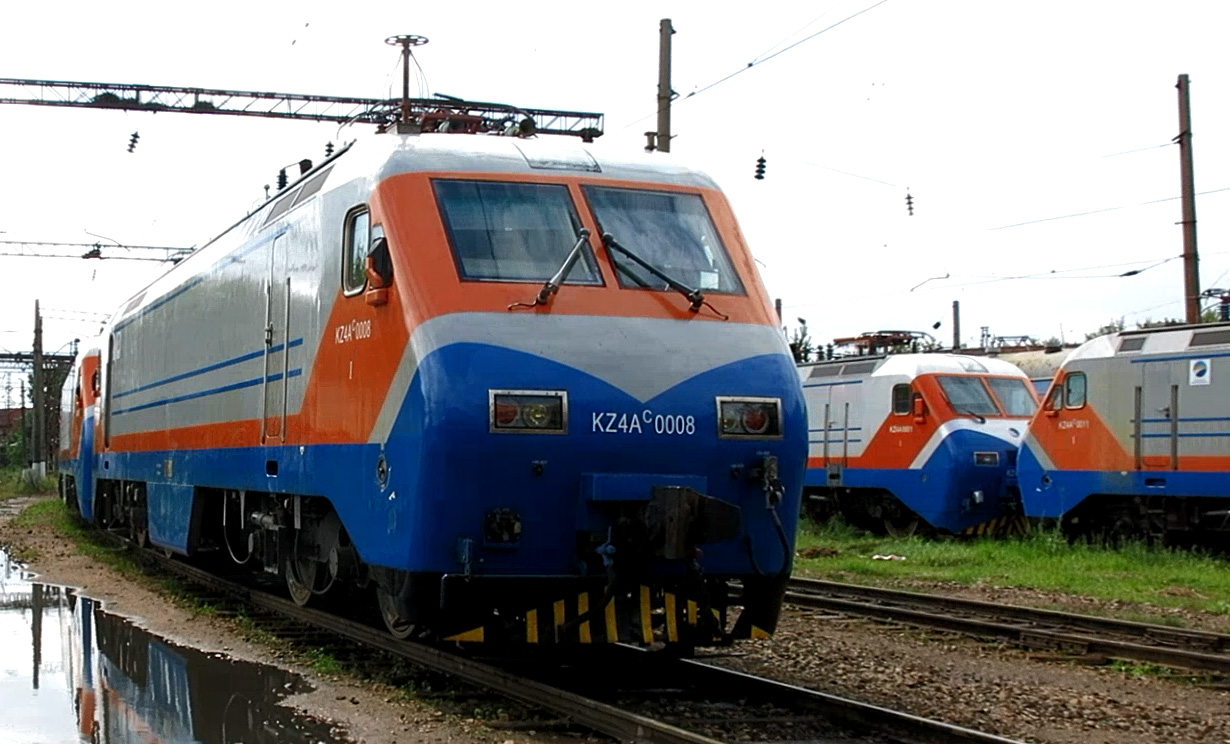
Камкор, станция Астана, текущий осмотр 2013 год
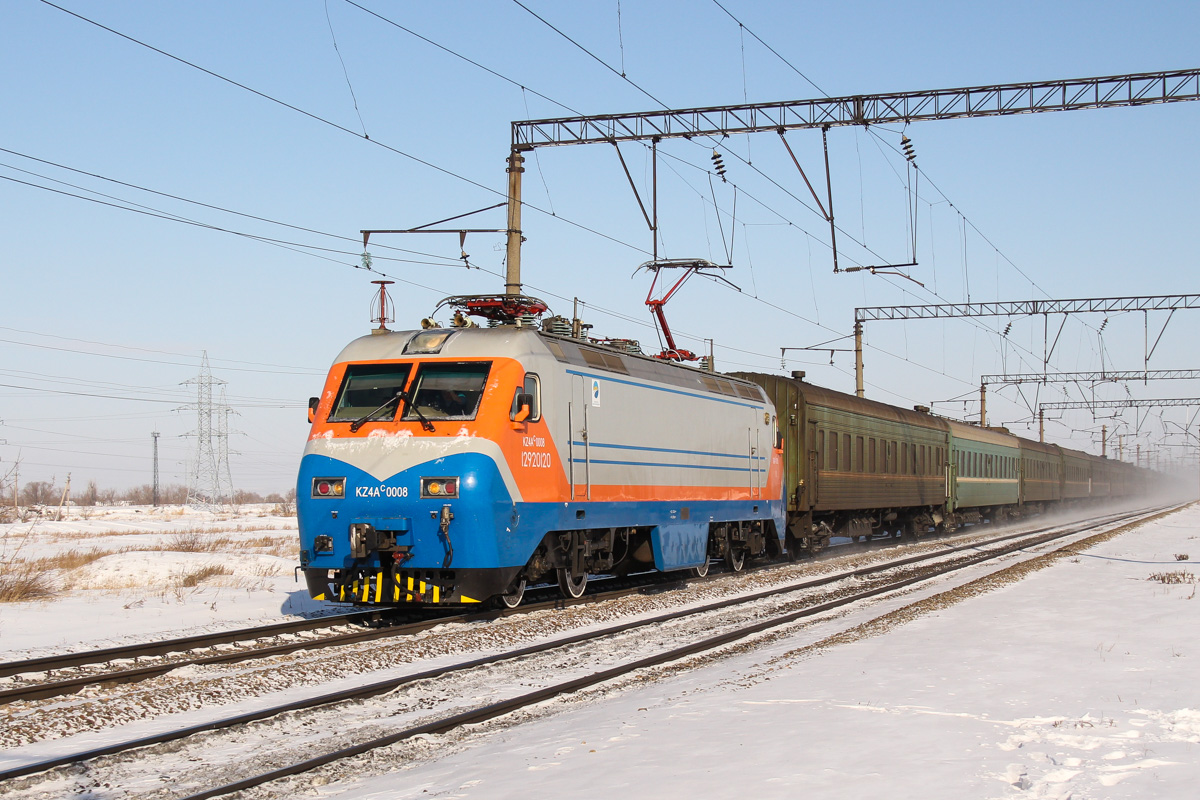